# Индокитайская ночная акула
Индокитайская ночная акула (лат. Carcharhinus hemiodon) — один из видов рода серых акул семейства Carcharhinidae. Это чрезвычайно редкий и малоизученный вид. Он встречается в основном в прибрежных водах Индийского субконтинента и Юго-Восточной Азии. Это маленькая и плотная акула с довольно длинным носом и высоким первым спинным плавником, который несколько сдвинут вперед, позади него имеется вытянутый свободный кончик. Окрас сверху серый, брюхо белое,  кончики грудных , второго спинного и хвостового плавников имеют чёрную окантовку. Эта акула не встречалась с 1979 года. Международный союз охраны природы (МСОП) включил индокитайскую ночную акулу в список видов, находящихся на грани исчезновения (CR).

## Таксономия и филогенез
Французский зоолог Ахилл Валансьен описал как индокитайскую акулу как Carcharias (Hypoprion) hemiodon на основании изучения неполовозрелого самца длиной  47 см, пойманного в Пудучерри (Индия) и ещё трех паратипов из того же региона . В 1841 году он опубликовал свои записи в книге Иоганна Петера Мюллера и Фридриха Густава Якоба  Генле «Systematische Beschreibung дер Plagiostomen». В 1862 году Теодор Гилл на основании относительного положения друг к другу спинных и грудных плавников предположил, что этот вид можно отнести к новому  роду — Hypoprionodon, хотя эта версия не стала общепринятой. Позже авторы признали Hypoprion синонимом Carcharhinus. Другое распространенное название этого вида — длинноносая  акула.  Эволюционные отношения этого вида являются неопределенными. В 1988 году Леонард Компаньо поместил его в неформальную морфологическую группу,  содержащую также Carcharhinus porosus, серую акулу Сейла (Carcharhinus sealei), Carcharhinus sorrah, Carcharhinus fitzroyensis, коромандельскую акулу (Carcharhinus dussumieri), борнеоскую акулу (Carcharhinus borneensis) и индийскую ночную акулу (Carcharhinus macloti).

## Ареал
Видимо, прежде вид Carcharhinus hemiodon был широко распространен в Индо-Тихоокеанском регионе, особи этого вида встречались от Оманского залива до островов Борнео и Явы. Существуют менее надежные свидетельства его присутствия в Южно-Китайском море, у берегов Новой Гвинеи и Северной Австралии.

## Описание
У Carcharhinus hemiodon достаточно толстое тело, с довольно длинной заостренной мордой. Перед каждой ноздрей имеется кожный выступ сосковидной формы. Глаза большие и круглые. Рот изогнут, борозды по углам отсутствуют. У этого вида 12-14 зубных рядов с каждой стороны обеих челюстей и 1-2 маленьких зуба на симфизе (по центру). Зубы треугольной формы, верхние крупнее и расположены под углом по сравнению с нижними. Края слегка зазубрены.
Серповидные грудные плавники с острыми концами берут начало под четвёртой жаберной щелью. Первый спинной плавник высокий, с характерным вытянутым свободным кончиком позади, основание плавника находится за кончиками грудных плавников. Второй спинной плавник длинный, но низкий, расположен напротив анального плавника. Между первым и вторым спинными плавниками проходит невысокий гребень. Плакоидная чешуя имеет овальную форму, чешуйки перекрывают друг друга,  на чешуйках по 3—5 гребня, оканчивающихся остриями. Окрас сверху серый, брюхо белое, белый цвет заходит на бока. Кончики грудных, второго спинного и хвостового плавника имеют чёрную окантовку, остальные плавники темнее к краям. Максимальный размер не определен,  но, вероятно, ненамного превышает 1 м.

## Биология и экология
О жизни Carcharhinus hemiodonпрактически ничего не известно. Его рацион состоит из небольших костистых рыб, головоногих моллюсков и ракообразных. Предположительно это подобно прочим представителям рода серых акул живородящая акула,  размер новорожденных составляет около 32 см в длину.

## Взаимодействие с человеком
Carcharhinus hemiodon — очень редкий вид акул. Менее 20 образцов хранятся в музейных коллекциях, большинство из которых них были собраны до 1900 года. Несмотря на детальные исследования рынка в большей части ареала, последний раз эту акулу видели в 1979 году,  велика вероятность её исчезновения. Международный союз охраны природы (МСОП) определил статус сохранности вида Carcharhinus hemiodon  «находящийся на грани исчезновения».